# Nati il 25 maggio
| Questa pagina contiene informazioni ricavate automaticamente dalle voci biografiche con l'ausilio del template Bio e di un bot. L'aggiornamento è periodico e automatico e ricostruisce completamente la pagina. Se manca una persona in questa lista, sei pregato di non aggiungerla, ma accertati piuttosto che la sua voce biografica contenga il template Bio e che i dati anagrafici siano correttamente compilati. Se il template Bio manca, inseriscilo tu stesso o, in alternativa, metti l'avviso {{tmp\|Bio}} che ne segnala la mancanza. Se i dati riportati sono sbagliati, correggi direttamente la voce biografica; le modifiche saranno visibili in questa lista entro pochi giorni. Per chiarimenti vedi il progetto biografie. La lista contiene solo le 1.185 persone che sono citate nell'enciclopedia e per le quali è stato implementato correttamente il template Bio. Pagina aggiornata al 17 ago 2025. |

## XI secolo(2)
- 1030 - Nikita di Pečers'k, monaco cristiano, arcivescovo ortodosso e santo ucraino († 1109)
- 1048 - Song Shenzong, imperatore cinese († 1085)

## XIV secolo(2)
- 1320 - Toghon Temür, imperatore mongolo († 1370)
- 1334 - Sukō, imperatore giapponese († 1398)

## XV secolo(3)
- 1417 - Caterina di Kleve, nobile († 1479)
- 1461 - Zanobi Acciaiuoli, religioso, scrittore e traduttore italiano († 1519)
- 1477 - Angelo Marzi, vescovo cattolico italiano († 1546)

## XVI secolo(8)
- 1502 - Alfonso III d'Avalos, militare e politico italiano († 1546)
- 1506 - Antonio Landi, scrittore e mercante italiano († 1569)
- 1550 - Camillo de Lellis, religioso e presbitero italiano († 1614)
- 1567 - Valtin Havenkenthal, poeta e scrittore tedesco († 1595)
- 1572 - Maurizio d'Assia-Kassel, nobile tedesco († 1632)
- 1581 - Camillo II Gonzaga, nobile italiano († 1650)
- 1582 - Urbano Feliceo, vescovo cattolico italiano († 1635)
- 1600 - Thomas Hamilton, II conte di Haddington, nobile scozzese († 1640)

## XVII secolo(15)
- 1605 - Carlo Garnier, presbitero e missionario francese († 1649)
- 1612 - Giovanni Alberto Vasa, cardinale e vescovo cattolico polacco († 1634)
- 1616 - Carlo Dolci, pittore italiano († 1686)
- 1617 - John Michael Wright, pittore britannico († 1694)
- 1621 - David Beck, pittore olandese († 1656)
- 1625 - Gaspar Téllez-Girón y Sandoval, generale e politico spagnolo († 1694)
- 1630 - Leopold Wilhelm von Königsegg-Rothenfels, nobile e politico tedesco († 1694)
- 1640 - Abraham Genoels II, pittore e incisore fiammingo († 1723)
- 1652 - Johann Philipp von Lamberg, cardinale e vescovo cattolico austriaco († 1712)
- 1657 - Henri-Pons de Thiard de Bissy, cardinale e vescovo cattolico francese († 1737)
- 1661 - Claude Buffier, cartografo, storico e filosofo francese († 1737)
- 1663 - Johann Dientzenhofer, architetto tedesco († 1726)
- 1671 - Gian Gastone de' Medici, sovrano italiano († 1737)
- 1697 - Giuseppe Felissano, vescovo cattolico italiano († 1757)
- 1699 - Anna Leszczyńska, nobildonna polacca († 1717)

## XVIII secolo(31)
- 1704 - Jan Geernaert, scultore fiammingo († 1777)
- 1708 - Wriothesley Russell, III duca di Bedford, nobile britannico († 1732)
- 1708 - Giuseppe Tomaso de Rossi, vescovo cattolico italiano († 1786)
- 1713 - John Stuart, III conte di Bute, nobile, politico e botanico britannico († 1792)
- 1715 - Antonio Casali, cardinale italiano († 1787)
- 1722 - Anton Cebej, pittore sloveno († 1774)
- 1726 - Giuseppe Paolucci, francescano e teorico della musica italiano († 1776)
- 1731 - Franz Philipp von Inzaghi, vescovo cattolico austriaco († 1816)
- 1740 - Hercules Mulligan, rivoluzionario irlandese († 1825)
- 1742 - Jean Sénébier, scrittore e botanico svizzero († 1809)
- 1743 - Georg Christian Unger, architetto tedesco († 1799)
- 1753 - Carlo Imbonati, nobile italiano († 1805)
- 1757 - Giuseppe Urbano Pagani Cesa, letterato italiano († 1835)
- 1763 - Frederik Wilhelm Stabell, politico e generale norvegese († 1836)
- 1765 - Nicolas Jacques Antoine Vestier, architetto italiano († 1816)
- 1771 - Henry James Brooke, mineralogista e cristallografo inglese († 1857)
- 1771 - Johann Christian Rosenmüller, anatomista tedesco († 1820)
- 1775 - Pelagio Palagi, architetto e scultore italiano († 1860)
- 1775 - Rana Bahadur Shah, re nepalese († 1806)
- 1777 - Luigi Bianco di Barbania, generale italiano († 1836)
- 1781 - Dionigi Andrea Pasio, vescovo cattolico italiano († 1854)
- 1784 - John Frost, rivoluzionario britannico († 1877)
- 1785 - Giuseppe Luigi Provana di Collegno, politico italiano († 1854)
- 1787 - Emil Osann, fisiologo tedesco († 1842)
- 1788 - José María Moscoso de Altamira, politico spagnolo († 1854)
- 1788 - Luigi Voghera, architetto italiano († 1840)
- 1790 - Ekaterina Petrovna Sojmonova, nobildonna russa († 1873)
- 1793 - Thomas Paul Chipp, arpista e compositore inglese († 1870)
- 1794 - Rubino Ventura, generale italiano († 1858)
- 1796 - Hippolyte Auger, scrittore, traduttore e drammaturgo francese († 1881)
- 1797 - Filiberto Avogadro di Collobiano, politico italiano († 1868)

## XIX secolo(169)
- 1801 - Tommaso Antonio Maria Lanzilli, politico italiano († 1878)
- 1802 - Johann Friedrich von Brandt, naturalista tedesco († 1879)
- 1803 - Edward Bulwer-Lytton, scrittore, drammaturgo e politico britannico († 1873)
- 1803 - Ralph Waldo Emerson, filosofo, scrittore e saggista statunitense († 1882)
- 1803 - Humbert Jaillet de Saint-Cergues, politico francese († 1880)
- 1804 - Giacomo Carderina, generale italiano († 1879)
- 1804 - Pietro Antonio Corte, storico della filosofia italiano († 1876)
- 1804 - Pier Dionigi Pinelli, politico italiano († 1852)
- 1805 - Georg Jelačić von Bužim, generale austriaco († 1901)
- 1807 - Karl Johann Greith, vescovo cattolico svizzero († 1882)
- 1809 - Francis Price Blackwood, ufficiale e esploratore britannico († 1854)
- 1809 - Vincenzo Maria Miglietti, politico italiano († 1864)
- 1809 - Johann Georg Nef, imprenditore e politico svizzero († 1887)
- 1810 - Adriano Baldini, pittore, decoratore e ceramista italiano († 1881)
- 1810 - Pierre Edmond Boissier, botanico svizzero († 1875)
- 1810 - William Henry Channing, presbitero, scrittore e filosofo statunitense († 1884)
- 1811 - François Achille Longet, fisiologo e anatomista francese († 1871)
- 1811 - Alois Pokorny von Fürstenschild, generale austriaco († 1876)
- 1811 - Leopoldo Tarantini, politico, avvocato e librettista italiano († 1882)
- 1812 - Filippo Pacini, anatomista e patologo italiano († 1883)
- 1813 - Edmond de Sélys Longchamps, zoologo e politico belga († 1900)
- 1815 - Giovanni Caselli, abate e inventore italiano († 1891)
- 1815 - Johann Georg Euler, imprenditore, politico e mecenate svizzero († 1894)
- 1815 - Costanzo Ferrari, scrittore, giornalista e saggista italiano († 1868)
- 1815 - Bruno von Montluisant, generale austriaco († 1898)
- 1816 - Henry Hopkins Sibley, generale statunitense († 1886)
- 1818 - Jacob Burckhardt, storico e critico d'arte svizzero († 1897)
- 1821 - Henri Alexis Brialmont, generale e ingegnere belga († 1903)
- 1821 - Filippo Capone, politico italiano († 1895)
- 1821 - Wilhelm Rüstow, militare tedesco († 1878)
- 1822 - Heinrich Keil, filologo classico tedesco († 1894)
- 1825 - Vincenzo De Michelis, flautista e compositore italiano († 1891)
- 1826 - Danilo I del Montenegro, principe montenegrino († 1860)
- 1827 - Giuseppina di Borbone-Spagna, principessa spagnola († 1910)
- 1833 - Alfred Noack, fotografo tedesco († 1895)
- 1834 - Antonio Manno, imprenditore, politico e storico italiano († 1918)
- 1834 - John Tebbutt, astronomo australiano († 1916)
- 1840 - Jean Charles Cazin, pittore, scultore e ceramista francese († 1901)
- 1841 - Eugène Grasset, pittore, incisore e pubblicitario francese († 1917)
- 1842 - Helen Blackburn, attivista britannica († 1903)
- 1843 - Anna di Assia-Darmstadt, nobile († 1865)
- 1843 - Girolamo Giusso, politico italiano († 1921)
- 1844 - Francisco Gregorio Billini, scrittore, politico e pedagogo dominicano († 1898)
- 1846 - Giovanni Bettolo, politico e ammiraglio italiano († 1916)
- 1846 - Naim Frashëri, poeta e patriota albanese († 1900)
- 1846 - Gustave Jacquet, pittore francese († 1909)
- 1846 - Henry Percy, VII duca di Northumberland, funzionario britannico († 1918)
- 1846 - Elena di Sassonia-Coburgo-Gotha, principessa tedesca († 1923)
- 1847 - Domenico Turitto, militare italiano († 1896)
- 1848 - Helmuth Johann Ludwig von Moltke, generale tedesco († 1916)
- 1848 - John Robert Blayney Owen, calciatore inglese († 1921)
- 1849 - Filippo Mastellari, pittore italiano († 1922)
- 1849 - Blind Tom Wiggins, pianista statunitense († 1908)
- 1851 - Henri Boutet, disegnatore e incisore francese († 1919)
- 1852 - Carlo Saverio Belli, botanico e micologo italiano († 1919)
- 1852 - Giuseppe Tanari, politico italiano († 1933)
- 1853 - Luigi Secchi, scultore italiano († 1921)
- 1854 - Clara Louise Burnham, scrittrice statunitense († 1927)
- 1856 - Ján Bahýľ, ingegnere, inventore e pioniere dell'aviazione slovacco († 1916)
- 1856 - Louis Franchet d'Espèrey, generale francese († 1942)
- 1856 - Salvatore Orlando, ingegnere e politico italiano († 1926)
- 1857 - Max Hödel, anarchico tedesco († 1878)
- 1858 - Antonio Sabellico, basso italiano († 1934)
- 1859 - Alois Delug, pittore austriaco († 1930)
- 1860 - Daniel Moreau Barringer, geologo statunitense († 1929)
- 1860 - James McKeen Cattell, psicologo e editore statunitense († 1944)
- 1860 - Giacomo Grosso, pittore italiano († 1938)
- 1860 - Louise Keilhau, politica, docente e attivista norvegese († 1927)
- 1861 - Arthur Edward Aitken, generale britannico († 1924)
- 1863 - Camille Erlanger, compositore francese († 1919)
- 1863 - Francesco Joele, imprenditore e politico italiano († 1935)
- 1863 - Heinrich Rickert, filosofo tedesco († 1936)
- 1864 - Hugh Blair, compositore e organista inglese († 1932)
- 1865 - Federico Augusto III di Sassonia, re († 1932)
- 1865 - John Mott, pacifista statunitense († 1955)
- 1865 - Giovanni Battista Pellizzi, psichiatra italiano († 1950)
- 1865 - Pieter Zeeman, fisico olandese († 1943)
- 1866 - Giulio Alessandrini, batteriologo italiano († 1954)
- 1867 - Anders Peter Nielsen, tiratore a segno danese († 1950)
- 1867 - William Ward, II conte di Dudley, politico britannico († 1932)
- 1868 - Charles Hitchcock Adams, astronomo statunitense († 1951)
- 1868 - Romain Coolus, scrittore e commediografo francese († 1952)
- 1868 - Dawid Janowski, scacchista polacco († 1927)
- 1868 - Camillo Negroni, nobile italiano († 1934)
- 1869 - Daniel Gooch, esploratore gallese († 1926)
- 1869 - Robert Ross, critico letterario e giornalista canadese († 1918)
- 1870 - Charles Hill Mailes, attore canadese († 1937)
- 1871 - Otto Dempwolff, linguista e antropologo tedesco († 1938)
- 1872 - Amédée Joyau, pittore e incisore francese († 1913)
- 1872 - Rajinder Singh, principe indiano († 1900)
- 1872 - George Stuart Robertson, tennista, discobolo e martellista britannico († 1967)
- 1873 - Michele Besso, ingegnere svizzero († 1955)
- 1873 - Max Hegele, architetto austriaco († 1945)
- 1873 - Augusto Jandolo, antiquario, poeta e scrittore italiano († 1952)
- 1874 - Salvatore Cinà, mafioso italiano
- 1874 - Dante Majorana, giurista e politico italiano († 1955)
- 1874 - Abraham Oyanedel, giurista, politico e avvocato cileno († 1954)
- 1875 - Ary van Leeuwen, flautista olandese († 1953)
- 1877 - Billy Murray, cantante statunitense († 1954)
- 1878 - Berardo Berardi, cantante lirico italiano († 1918)
- 1878 - Wolfgang Gaede, fisico tedesco († 1945)
- 1878 - Bill Robinson, ballerino e attore statunitense († 1949)
- 1878 - Vittore Veneziani, direttore di coro e compositore italiano († 1958)
- 1879 - Max Aitken, I barone di Beaverbrook, editore e politico britannico († 1964)
- 1879 - Art Stickney, golfista statunitense († 1944)
- 1880 - Jean Barré, neurologo francese († 1967)
- 1880 - Kenean Buel, regista statunitense († 1948)
- 1880 - Alf Common, calciatore inglese († 1946)
- 1881 - Vittorio Cerruti, diplomatico italiano († 1961)
- 1882 - Harry Fox, attore e ballerino statunitense († 1959)
- 1882 - Dragutin Gavrilović, militare serbo († 1945)
- 1882 - Marie Doro, attrice statunitense († 1956)
- 1882 - Ernst von Weizsäcker, diplomatico tedesco († 1951)
- 1883 - Arthur Catterall, violinista e docente inglese († 1943)
- 1883 - Carl Johan Lind, martellista e discobolo svedese († 1965)
- 1883 - Lesley James McNair, generale statunitense († 1944)
- 1884 - Norman Dawn, effettista e regista cinematografico statunitense († 1975)
- 1884 - Walter Duranty, giornalista britannico († 1957)
- 1884 - Emilio Perea, tenore italiano († 1946)
- 1885 - Guy Newall, regista, sceneggiatore e attore britannico († 1937)
- 1886 - Henry Breckinridge, schermidore statunitense († 1960)
- 1886 - Corradino Cappellotto Italico, politico e antifascista italiano († 1947)
- 1886 - Émile Fiévet, calciatore francese († 1952)
- 1887 - Anselmo Bucci, pittore, incisore e scrittore italiano († 1955)
- 1887 - Pio da Pietrelcina, presbitero, mistico e santo italiano († 1968)
- 1887 - Sue Shelton White, avvocato e attivista statunitense († 1943)
- 1888 - Anatolij Nikolaevič Aleksandrov, compositore e pianista russo († 1982)
- 1888 - Luigi Candiani, architetto italiano († 1993)
- 1888 - Harukichi Hyakutake, generale giapponese († 1947)
- 1888 - Miles Malleson, attore, sceneggiatore e drammaturgo inglese († 1969)
- 1888 - René Vannes, musicologo belga († 1956)
- 1888 - Jean Wahl, filosofo francese († 1974)
- 1889 - Saverio di Borbone-Parma, militare spagnolo († 1977)
- 1889 - Léon Bourjade, militare e aviatore francese († 1924)
- 1889 - Ottavio Cabiati, architetto e urbanista italiano († 1956)
- 1889 - Jan van Dort, calciatore olandese († 1967)
- 1889 - Günther Lütjens, ammiraglio tedesco († 1941)
- 1889 - Oscar Rennebohm, politico e farmacista statunitense († 1968)
- 1889 - Igor Sikorsky, ingegnere, pioniere dell'aviazione e imprenditore russo († 1972)
- 1890 - Vladimir Gaćinović, saggista e rivoluzionario bosniaco († 1917)
- 1891 - Hohan Sōken, karateka e maestro di karate giapponese († 1982)
- 1891 - Leon Tuck, hockeista su ghiaccio statunitense († 1953)
- 1892 - Giuseppe Bardellini, politico italiano († 1981)
- 1892 - Antimo Panico, militare italiano († 1917)
- 1893 - Kathryn Adams, attrice statunitense († 1959)
- 1893 - Quintin Brand, militare sudafricano († 1968)
- 1893 - Mortimer von Kessel, generale tedesco († 1981)
- 1893 - Federico Sani, arbitro di calcio italiano († 1974)
- 1893 - František Vacín, nuotatore e pallanuotista cecoslovacco († 1965)
- 1894 - John Tiltman, crittografo britannico († 1982)
- 1895 - Ugo Celada da Virgilio, pittore italiano († 1995)
- 1895 - Jean Fréville, scrittore e storico francese († 1971)
- 1895 - Agostino Rocca, ingegnere, dirigente d'azienda e imprenditore italiano († 1978)
- 1895 - Clyde Swendsen, tuffatore, pallanuotista e allenatore di pallanuoto statunitense († 1979)
- 1895 - Vladimir Jakovlevič Zubcov, scrittore e giornalista sovietico († 1937)
- 1896 - Emma Marpillero, artista italiana († 1985)
- 1896 - Alfredo Serranti, militare italiano († 1941)
- 1897 - Heinrich Klüver, psicologo tedesco († 1979)
- 1897 - Arthur Loft, attore statunitense († 1947)
- 1897 - Ivo Lollini, militare italiano († 1918)
- 1897 - Gene Tunney, pugile statunitense († 1978)
- 1898 - Robert Aron, scrittore, storico e saggista francese († 1975)
- 1898 - Harry Broos, velocista olandese († 1954)
- 1898 - Bennett Cerf, scrittore e curatore editoriale statunitense († 1971)
- 1898 - Gustav Regler, scrittore tedesco († 1963)
- 1899 - Kazi Nazrul Islam, poeta, musicista e giornalista bangladese († 1976)
- 1899 - André Liminana, calciatore francese († 1947)
- 1899 - Giuseppe Sordini, musicista italiano († 1979)
- 1900 - Armando Curcio, editore, commediografo e giornalista italiano († 1957)

## XX secolo(924)
- 1901 - Carlo Colonna di Paliano, politico italiano († 1977)
- 1901 - Maria Clotilde Daviso di Charvensod, storica, partigiana e scrittrice italiana († 1955)
- 1901 - Carlo Ghirelli, calciatore italiano
- 1901 - Giuseppe Terenzio, calciatore italiano
- 1901 - Antonio Villani, calciatore italiano († 1977)
- 1902 - Ilio Baroni, anarchico, antifascista e partigiano italiano († 1945)
- 1902 - Charles Barton, regista e produttore cinematografico statunitense († 1981)
- 1902 - Pina Borione, attrice italiana († 1988)
- 1902 - Aldo Bruscaglioni, latinista e grecista italiano († 1978)
- 1902 - Desmond Dickinson, direttore della fotografia britannico († 1986)
- 1902 - Bert Macdonald, mezzofondista britannico († 1965)
- 1902 - Antonio Pagano, calciatore italiano († 1988)
- 1902 - Grete Reinwald, modella e attrice tedesca († 1983)
- 1902 - Jaroslav Rössler, fotografo ceco († 1990)
- 1903 - Binnie Barnes, attrice britannica († 1998)
- 1903 - Giordano Bruno Lattuada, pittore e decoratore italiano († 1978)
- 1903 - Charles Spaak, sceneggiatore belga († 1975)
- 1904 - Humbert-Louis Bonardelly, cestista svizzero († 1977)
- 1904 - Eske Brun, politico danese († 1987)
- 1904 - Orla Jørgensen, ciclista su strada danese († 1947)
- 1904 - Arturo Reverberi, calciatore italiano († 1963)
- 1904 - Umberto Scarpelli, regista e sceneggiatore italiano († 1980)
- 1904 - Marcel Thil, pugile francese († 1968)
- 1904 - Lizzi Waldmüller, cantante e attrice austriaca († 1945)
- 1905 - Babeta Drážková, nuotatrice cecoslovacca († 1988)
- 1905 - Manlio Rossi-Doria, economista e politico italiano († 1988)
- 1905 - Rafael Schächter, compositore, pianista e direttore d'orchestra cecoslovacco († 1945)
- 1906 - Cele Abba, attrice italiana († 1992)
- 1906 - Martín Dihigo, giocatore di baseball cubano († 1971)
- 1906 - Pierre-Étienne Guyot, dirigente sportivo francese († 1985)
- 1907 - Osvaldo Peruzzi, pittore italiano († 2004)
- 1907 - Ernesto Quarti Marchiò, pittore e grafico italiano († 1982)
- 1907 - U Nu, politico birmano († 1995)
- 1908 - Barbara Luddy, doppiatrice e attrice statunitense († 1979)
- 1908 - Josef Medřický, pallanuotista cecoslovacco († 1982)
- 1908 - Theodore Roethke, poeta statunitense († 1963)
- 1909 - Santo Bergamo, vescovo cattolico italiano († 1980)
- 1909 - Marie Menken, regista e pittrice statunitense († 1970)
- 1909 - Riccardo Roveda, militare e aviatore italiano († 1949)
- 1909 - Lucien Servanty, ingegnere aeronautico francese († 1973)
- 1910 - Riccardo Chicco, pittore e docente italiano († 1973)
- 1910 - Scipio Colombo, baritono italiano († 2002)
- 1910 - Pier Angelo Soldini, giornalista, scrittore e critico letterario italiano († 1974)
- 1911 - Sally Phipps, attrice statunitense († 1978)
- 1911 - André Renard, partigiano e sindacalista belga († 1962)
- 1911 - Franco Restivo, politico italiano († 1976)
- 1911 - Colette Rosselli, scrittrice, illustratrice e pittrice italiana († 1996)
- 1912 - Emilio Alonso Larrazábal, calciatore spagnolo († 1989)
- 1912 - James Cardno, bobbista britannico († 1975)
- 1912 - Deokhye di Corea, principessa coreana († 1989)
- 1912 - Peter Werner Häberlin, fotografo svizzero († 1953)
- 1912 - Isidro Lángara, calciatore e allenatore di calcio spagnolo († 1992)
- 1912 - Raggio Montanari, calciatore italiano († 1987)
- 1912 - Marshall Wayne, tuffatore statunitense († 1999)
- 1912 - Patrick White, scrittore, drammaturgo e saggista australiano († 1990)
- 1913 - Domingo Bertolo, calciatore argentino
- 1913 - Ilario Garlini, partigiano, militare e imprenditore italiano († 2004)
- 1913 - Donald Duart Maclean, diplomatico e agente segreto britannico († 1983)
- 1913 - Benjamin Melniker, produttore cinematografico statunitense († 2018)
- 1913 - Elmar Schäfer, militare e aviatore tedesco († 1983)
- 1913 - Lee Sholem, regista statunitense († 2000)
- 1914 - Alessandro Brucellaria, partigiano, politico e imprenditore italiano († 1998)
- 1914 - Fausto Cossu, carabiniere e partigiano italiano († 2005)
- 1914 - Pavol Horov, poeta e traduttore slovacco († 1975)
- 1914 - Dorothy Sarnoff, soprano statunitense († 2008)
- 1915 - Bruno Chiavacci, calciatore italiano († 1985)
- 1915 - Giuseppe Pesola, militare e aviatore italiano († 1944)
- 1915 - Urbano Rovida, calciatore italiano
- 1916 - William A. Beardslee, teologo, biblista e traduttore statunitense († 2001)
- 1916 - Ulderico Meanti, calciatore italiano († 1988)
- 1916 - Ewart Oakeshott, illustratore e scrittore inglese († 2002)
- 1916 - Giuseppe Tosi, discobolo e attore italiano († 1981)
- 1917 - Steve Cochran, attore statunitense († 1965)
- 1918 - Henry Calvin, attore statunitense († 1975)
- 1918 - Horacio Casarín, allenatore di calcio e calciatore messicano († 2005)
- 1918 - Sergio Nesi, militare e scrittore italiano († 2013)
- 1918 - Konstantin Naumovič Voinov, regista cinematografico sovietico († 1995)
- 1919 - Charlie Fuller, calciatore inglese († 2004)
- 1919 - Frans Leenen, ciclista su strada belga († 2006)
- 1919 - Gino Negri, compositore italiano († 1991)
- 1919 - Camillo Ripamonti, politico e ingegnere italiano († 1997)
- 1919 - Raymond Smullyan, matematico, filosofo e scrittore statunitense († 2017)
- 1920 - Georges Bordonove, scrittore e biografo francese († 2007)
- 1920 - Ubaldo Cruche, calciatore uruguaiano († 1988)
- 1920 - Jurij Pavlovič Egorov, regista cinematografico sovietico († 1982)
- 1920 - Noël Josèphe, politico francese († 2006)
- 1920 - Dino Martin, cestista e allenatore di pallacanestro statunitense († 1999)
- 1920 - Urbano Navarrete, cardinale spagnolo († 2010)
- 1920 - Edoardo Travi, poeta italiano († 2006)
- 1920 - Arthur Wint, velocista e mezzofondista giamaicano († 1992)
- 1920 - Roberto Zavalloni, presbitero, pedagogista e psicologo italiano († 2008)
- 1921 - Hal David, poeta e paroliere statunitense († 2012)
- 1921 - Vittorio Gigliotti, ingegnere italiano († 2015)
- 1921 - Giorgio Orelli, scrittore, poeta e traduttore svizzero († 2013)
- 1921 - Jack Steinberger, fisico statunitense († 2020)
- 1921 - Francesco Tumiati, partigiano italiano († 1944)
- 1921 - Edward Vebell, schermidore statunitense († 2018)
- 1922 - Enrico Berlinguer, politico italiano († 1984)
- 1922 - Mario Ferrero, regista italiano († 2012)
- 1922 - Giancarlo Morelli, politico italiano († 2013)
- 1922 - Gerhard Taschner, violinista e insegnante tedesco († 1976)
- 1923 - Silvano Bacicchi, politico e partigiano italiano († 2015)
- 1923 - Karl Hess, editore statunitense († 1994)
- 1923 - Menghino, pittore e scultore italiano († 2003)
- 1923 - Jozef Marko, allenatore di calcio e calciatore cecoslovacco († 1996)
- 1923 - Orazio Santagati, politico e avvocato italiano († 1983)
- 1923 - Henry Yunick, progettista statunitense († 2001)
- 1924 - Pierre Angel, calciatore e allenatore di calcio francese († 1998)
- 1924 - Edmond Haan, calciatore francese († 2018)
- 1924 - Rafael Iglesias, pugile argentino († 1999)
- 1924 - Germano Proverbio, religioso e latinista italiano († 2020)
- 1924 - Gianna Sammarco, attrice italiana († 2017)
- 1924 - Gordon Smith, calciatore scozzese († 2004)
- 1924 - Giuseppe Testa, partigiano italiano († 1944)
- 1924 - Attila Timár-Geng, cestista ungherese († 2004)
- 1925 - Vittorino Canciani, presbitero, teologo e scrittore italiano († 2014)
- 1925 - Rosario Castellanos, poetessa, scrittrice e diplomatica messicana († 1974)
- 1925 - Aldo Clementi, compositore e teorico musicale italiano († 2011)
- 1925 - Haroldo Conti, scrittore e giornalista argentino († 1976)
- 1925 - Jeanne Crain, attrice statunitense († 2003)
- 1925 - Guido Fanti, politico italiano († 2012)
- 1925 - Giuseppe Giorgino, calciatore italiano († 2011)
- 1925 - József Károlyi, calciatore ungherese († 2005)
- 1925 - François Xavier Nguyễn Quang Sách, vescovo cattolico vietnamita († 2013)
- 1925 - Claude Pinoteau, regista, sceneggiatore e produttore cinematografico francese († 2012)
- 1926 - Claude Akins, attore statunitense († 1994)
- 1926 - Sergio Asti, architetto e designer italiano († 2021)
- 1926 - Arrigo Diodati, partigiano italiano († 2013)
- 1926 - Severino Santiapichi, magistrato e scrittore italiano († 2016)
- 1926 - Bill Sharman, cestista, allenatore di pallacanestro e dirigente sportivo statunitense († 2013)
- 1926 - Max von der Grün, scrittore tedesco († 2005)
- 1927 - Robert Ludlum, scrittore statunitense († 2001)
- 1927 - Fulvia Mammi, attrice e doppiatrice italiana († 2006)
- 1927 - György Marx, fisico, docente e astrofisico ungherese († 2002)
- 1927 - Elio Pagliarani, poeta e critico teatrale italiano († 2012)
- 1927 - Norman Petty, pianista e produttore discografico statunitense († 1984)
- 1927 - Livio Scarsi, fisico e astrofisico italiano († 2006)
- 1928 - Malcolm Glazer, imprenditore statunitense († 2014)
- 1928 - Eduardo Gordon, cestista uruguaiano
- 1928 - Rodolfo Salas, cestista peruviano († 2010)
- 1929 - Pietro Galletto, scrittore italiano
- 1929 - Heikki Häiväoja, scultore e medaglista finlandese († 2019)
- 1929 - Alfonso Liguori Morapeli, arcivescovo cattolico lesothiano († 1989)
- 1929 - Ann Robinson, attrice statunitense
- 1929 - Beverly Sills, soprano statunitense († 2007)
- 1930 - Ragnar Rygel, hockeista su ghiaccio e calciatore norvegese († 1999)
- 1930 - Sonia Rykiel, stilista e scrittrice francese († 2016)
- 1931 - Zacarías Fiorio, cestista paraguaiano († 2008)
- 1931 - Georgij Grečko, cosmonauta sovietico († 2017)
- 1931 - Manfred Peter Hein, scrittore e traduttore tedesco († 2025)
- 1931 - Giacomo Luzietti, presbitero italiano († 1994)
- 1931 - Giuliano Piovanelli, allenatore di calcio e ex calciatore italiano
- 1931 - Bruno Silvestrini, medico italiano
- 1931 - Irwin Winkler, produttore cinematografico e regista statunitense
- 1932 - Roger Bowen, attore statunitense († 1996)
- 1932 - John Gregory Dunne, scrittore, sceneggiatore e giornalista statunitense († 2003)
- 1932 - Pasquale Gialluisi, arbitro di calcio italiano († 2001)
- 1932 - K.C. Jones, cestista e allenatore di pallacanestro statunitense († 2020)
- 1932 - Domenico Portera, storico e saggista italiano († 2006)
- 1932 - Frédéric Randriamamonjy, politico, diplomatico e scrittore malgascio († 2025)
- 1932 - Joaquim Pedro de Andrade, regista e sceneggiatore brasiliano († 1988)
- 1933 - Jindřich Brabec, compositore, arrangiatore e musicista cecoslovacco († 2001)
- 1933 - Elaine Fantham, latinista e critica letteraria britannica († 2016)
- 1933 - Roberto Fleitas, calciatore e allenatore di calcio uruguaiano († 2024)
- 1933 - Heriberto Hermes, vescovo cattolico statunitense († 2018)
- 1933 - Ken Jacobs, regista statunitense
- 1933 - Romual'd Klim, martellista sovietico († 2011)
- 1933 - Aldo Massasso, attore italiano († 2013)
- 1933 - Basdeo Panday, politico e sindacalista trinidadiano († 2024)
- 1933 - Maria Semczyszak, ex slittinista polacca
- 1933 - Jógvan Sundstein, politico faroese († 2024)
- 1933 - Paolo Ungari, politico italiano († 1999)
- 1934 - David Burke, attore britannico
- 1934 - Sven Erlander, matematico svedese († 2021)
- 1934 - Reinhard Franz, calciatore tedesco orientale († 2015)
- 1934 - Heng Samrin, politico cambogiano
- 1935 - Piero Dardanello, giornalista italiano († 2001)
- 1935 - Peter Fenwick, medico britannico († 2024)
- 1935 - Cookie Gilchrist, giocatore di football americano statunitense († 2011)
- 1935 - W. P. Kinsella, scrittore e anglista canadese († 2016)
- 1935 - Gusman Kosanov, velocista sovietico († 1990)
- 1935 - Victoria Shaw, attrice australiana († 1988)
- 1936 - Arnaldo Bagnasco, sceneggiatore, giornalista e conduttore televisivo italiano († 2012)
- 1936 - Hans Croon, allenatore di calcio olandese († 1985)
- 1936 - Alphonse Émile Georger, vescovo cattolico francese
- 1936 - Tom T. Hall, cantautore e scrittore statunitense († 2021)
- 1936 - Jacqueline Risset, poetessa, critica letteraria e traduttrice francese († 2014)
- 1936 - Pippo Santonastaso, attore e cabarettista italiano
- 1936 - Ely Tacchella, calciatore svizzero († 2017)
- 1937 - Vincenzo Matarrese, imprenditore e dirigente sportivo italiano († 2016)
- 1937 - Enrico Salza, imprenditore e banchiere italiano
- 1938 - Franco Bonisolli, tenore italiano († 2003)
- 1938 - Manuel Calonga, cestista paraguaiano
- 1938 - Raymond Carver, scrittore, poeta e saggista statunitense († 1988)
- 1938 - John Davies, mezzofondista neozelandese († 2003)
- 1938 - Alessandro Figà Talamanca, matematico italiano († 2023)
- 1938 - Ljudmila Meščerjakova, pallavolista sovietica († 2006)
- 1938 - Emil Schulz, pugile tedesco († 2010)
- 1938 - Amedeo Zampieri, politico e dirigente d'azienda italiano († 2013)
- 1939 - Ferdinand Bracke, ex ciclista su strada, pistard e dirigente sportivo belga
- 1939 - Dixie Carter, attrice statunitense († 2010)
- 1939 - Mike Harris, pilota automobilistico sudafricano († 2021)
- 1939 - Walter Antonio Jiménez, calciatore argentino († 2023)
- 1939 - Ian McKellen, attore britannico
- 1939 - Marwell Periotti, calciatore argentino († 2004)
- 1940 - Marianne Ahrne, regista e sceneggiatrice svedese
- 1940 - Nobuyoshi Araki, fotografo giapponese
- 1940 - Deanna Dunagan, attrice statunitense
- 1940 - Peppino Gagliardi, cantante e polistrumentista italiano († 2023)
- 1940 - Paul Hait, ex nuotatore statunitense
- 1940 - Gian Giacomo Migone, politico e storico italiano
- 1940 - Tony Southgate, dirigente sportivo, ingegnere e progettista britannico
- 1940 - Michael Spivak, matematico statunitense († 2020)
- 1941 - Diane Bish, organista, compositrice e produttrice televisiva statunitense
- 1941 - Winfried Bölke, ciclista su strada, pistard e ciclocrossista tedesco († 2021)
- 1941 - Sergio Clerici, allenatore di calcio e ex calciatore brasiliano
- 1941 - Viktor Kravčenko, ex triplista sovietico
- 1941 - Giampaolo Pozzo, imprenditore e dirigente sportivo italiano
- 1941 - Jan Skogh, schermidore svedese († 2019)
- 1941 - Vladimir Voronin, politico moldavo
- 1942 - Luciano Bertoni, calciatore italiano († 2008)
- 1942 - Ron Davies, calciatore gallese († 2013)
- 1942 - Brian Davison, batterista britannico († 2008)
- 1942 - Giorgio Gardiol, politico e giornalista italiano († 2014)
- 1942 - Johann Hörmayer, ex calciatore austriaco
- 1942 - José Mário Branco, musicista, cantante e attore portoghese († 2019)
- 1942 - Tomás Sangio, ex cestista peruviano
- 1943 - Alberto Brasca, politico e dirigente sportivo italiano († 2023)
- 1943 - Massimo Castri, attore e regista italiano († 2013)
- 1943 - Jessi Colter, cantante statunitense
- 1943 - Ramiro Navarro, calciatore messicano († 2008)
- 1943 - Kitty Swan, attrice e cantante danese
- 1943 - Leslie Uggams, attrice e cantante statunitense
- 1943 - Ed Whitfield, politico statunitense
- 1944 - Pierre Bachelet, cantautore e compositore francese († 2005)
- 1944 - Luciano Di Palma, judoka italiano († 2016)
- 1944 - David L. Fulton, collezionista d'arte, violinista e informatico statunitense
- 1944 - Georgi Hristakiev, calciatore bulgaro († 2016)
- 1944 - Juan Antonio Martínez Arroyo, ex cestista spagnolo
- 1944 - Frank Oz, attore, doppiatore e regista britannico
- 1944 - Victor Rivera, ex wrestler portoricano
- 1944 - Paolo Saturno, musicologo e religioso italiano
- 1945 - Leif Johansson, batterista svedese
- 1945 - Hersha Parady, attrice statunitense († 2023)
- 1945 - Carole Roussopoulos, regista svizzera († 2009)
- 1945 - Tav Falco, musicista, regista e attore statunitense
- 1945 - Vittorio Visini, ex marciatore italiano
- 1945 - Klaus Zaczyk, ex calciatore tedesco
- 1946 - Antōnīs Antōniadīs, ex calciatore greco
- 1946 - Gianni Balugani, allenatore di calcio e ex calciatore italiano
- 1946 - Juan Carlos Blanco, ex calciatore uruguaiano
- 1946 - Washington Cruz, arcivescovo cattolico brasiliano
- 1946 - Jean-Pierre Danguillaume, ex ciclista su strada e pistard francese
- 1946 - Tim Hinkley, tastierista, pianista e musicista britannico († 2024)
- 1946 - Els van Noorduyn, ex pesista olandese
- 1946 - Haydée Politoff, attrice francese
- 1947 - Flavio Bucci, attore e doppiatore italiano († 2020)
- 1947 - Umberto Napolitano, cantautore italiano
- 1947 - Kevin Rafferty, regista e produttore cinematografico statunitense († 2020)
- 1947 - Antonio Saia, politico italiano
- 1947 - Jacki Weaver, attrice australiana
- 1948 - Ylli Bufi, politico albanese
- 1948 - Richard Duke, ex cestista australiano
- 1948 - Klaus Meine, cantante tedesco
- 1949 - Colonel Abrams, cantante statunitense († 2016)
- 1949 - Nerina Dirindin, politica italiana
- 1949 - Georgios III, arcivescovo ortodosso cipriota
- 1949 - Joybubbles, statunitense († 2007)
- 1949 - Jamaica Kincaid, scrittrice antiguo-barbudana
- 1949 - Lama Dino Cian Ciub Ghialtzen, sociologo italiano
- 1949 - Rauno Miettinen, ex sciatore nordico finlandese
- 1949 - Zevegying Oidov, ex lottatore mongolo
- 1949 - Roberto Santini, scrittore italiano († 2010)
- 1949 - Barry Windsor-Smith, fumettista britannico
- 1950 - Ann Crumb, attrice e cantante statunitense († 2019)
- 1950 - Evgenij Kulikov, ex pattinatore di velocità su ghiaccio sovietico
- 1950 - Werner Peter, ex calciatore tedesco orientale
- 1950 - Federico Saccardin, sindacalista e politico italiano
- 1950 - Roberto Wirth, imprenditore italiano († 2022)
- 1951 - François Bayrou, politico e saggista francese
- 1951 - Patti D'Arbanville, attrice e ex modella statunitense
- 1951 - Mario Di Stazio, ex canoista italiano
- 1951 - Bob Gale, sceneggiatore, regista e fumettista statunitense
- 1951 - Krunoslav Hulak, scacchista croato († 2015)
- 1951 - Shun Nakahara, regista e sceneggiatore giapponese
- 1951 - Gregorio Rossi, storico dell'arte italiano
- 1951 - Chuck Ruff, batterista statunitense († 2011)
- 1952 - Vera Anisimova, ex velocista sovietica
- 1952 - Ken Beamish, allenatore di calcio e ex calciatore inglese
- 1952 - Francesco De Rosa, attore italiano († 2004)
- 1952 - David Jenkins, ex velocista britannico
- 1952 - Franz Obermayr, politico austriaco
- 1952 - Valeriano Prestanti, dirigente sportivo e ex calciatore italiano
- 1952 - Gordon Smith, politico statunitense
- 1952 - Petăr Stojanov, politico bulgaro
- 1953 - Álvaro Amaro, politico portoghese
- 1953 - Steve Della Casa, critico cinematografico e direttore artistico italiano
- 1953 - Eve Ensler, drammaturga statunitense
- 1953 - László Foltán, ex canoista ungherese
- 1953 - Jane Greer, poetessa statunitense († 2025)
- 1953 - Hafez Haidar, arabista, scrittore e traduttore libanese
- 1953 - Reiko Ike, attrice e cantante giapponese
- 1953 - Francesco Moraglia, patriarca cattolico italiano
- 1953 - Daniel Passarella, dirigente sportivo, allenatore di calcio e ex calciatore argentino
- 1953 - Peter Rajniak, cestista e allenatore di pallacanestro cecoslovacco († 2000)
- 1953 - Stan Sakai, fumettista giapponese
- 1953 - Gaetano Scirea, calciatore italiano († 1989)
- 1953 - Vjačeslav Anatol'evič Štyrov, politico russo
- 1954 - Tantely Andrianarivo, politico malgascio († 2023)
- 1954 - John Beck, ex calciatore inglese
- 1954 - Gaio Chiocchio, compositore e cantautore italiano († 1996)
- 1954 - Ron Coder, giocatore di football americano statunitense
- 1954 - Ann Petrén, attrice svedese
- 1954 - Lucy Sante, saggista e critica musicale belga
- 1954 - Sara Susanna Trimarco, attivista argentina
- 1954 - Yann, fumettista francese
- 1955 - Agustín Almodóvar, produttore cinematografico e attore spagnolo
- 1955 - Gigi Cifarelli, chitarrista e cantante italiano
- 1955 - Toni Malco, cantautore, attore e conduttore radiofonico italiano
- 1955 - Yvon Mougel, ex biatleta francese
- 1955 - Daniel Oren, direttore d'orchestra israeliano
- 1955 - Connie Sellecca, attrice e modella statunitense
- 1955 - Zdravko Zovko, ex pallamanista e allenatore di pallamano croato
- 1956 - Paul Birch, scrittore e divulgatore scientifico britannico († 2012)
- 1956 - Giovanni Bocco, giornalista e scrittore italiano
- 1956 - Larry Hogan, politico statunitense
- 1956 - Carlos Lavado, pilota motociclistico venezuelano
- 1956 - Kevin Martin Lynch, rivoluzionario irlandese († 1981)
- 1956 - Helen Terry, cantante inglese
- 1957 - Alastair Campbell, giornalista, conduttore televisivo e politico britannico
- 1957 - Éder, allenatore di calcio e ex calciatore brasiliano
- 1957 - Eugen Freier, ex calciatore e allenatore di calcio polacco
- 1957 - Alan Hardy, ex cestista statunitense
- 1957 - Antonio Malerba, politico italiano
- 1957 - Mark McGhee, allenatore di calcio e ex calciatore scozzese
- 1957 - Bruce Miller, ex calciatore canadese
- 1957 - Antônio Pereira da Silva, ex arbitro di calcio brasiliano
- 1957 - Claudio Ridolfo, doppiatore italiano
- 1958 - Katerina Batzeli, politica greca
- 1958 - Editta Braun, coreografa, ballerina e insegnante austriaca
- 1958 - Jamie Foreman, attore e cantante britannico
- 1958 - Enrico Giacovelli, critico cinematografico e scrittore italiano
- 1958 - Renato Marangoni, vescovo cattolico italiano
- 1958 - Paul Weller, cantante, chitarrista e compositore britannico
- 1959 - Gianni Ansaldi, attore e fotografo italiano
- 1959 - Manuela Blanchard, attrice e conduttrice televisiva italiana
- 1959 - Pedro DeBrito, calciatore statunitense († 2014)
- 1959 - Vladimír Franz, artista e politico ceco
- 1959 - Cathryn Harrison, attrice britannica († 2018)
- 1959 - Greet Hellemans, ex canottiera olandese
- 1959 - Tomislav Karamarko, politico croato
- 1959 - Lee Bo-hee, attrice sudcoreana
- 1959 - Innocenzo Leontini, politico italiano
- 1959 - Emeka Nwajiobi, ex calciatore nigeriano
- 1959 - Nando Pagnoncelli, sondaggista italiano
- 1960 - Enrico Careri, musicologo e scrittore italiano
- 1960 - Sean Farrell, ex giocatore di football americano statunitense
- 1960 - Amy Klobuchar, politica statunitense
- 1960 - Steve Lovell, allenatore di calcio e ex calciatore gallese
- 1960 - Oh Yeon-kyo, calciatore sudcoreano († 2000)
- 1960 - Andrea Reiter, ex cestista tedesca
- 1960 - Wallace Roney, trombettista statunitense († 2020)
- 1961 - Aziz Akhannouch, imprenditore e politico marocchino
- 1961 - Frank Nopper, politico tedesco
- 1961 - Hiro Saito, wrestler giapponese
- 1961 - Peter Shirtliff, allenatore di calcio e ex calciatore inglese
- 1961 - Antonino Solarino, politico italiano
- 1961 - Paul Thompson, ex cestista statunitense
- 1961 - Tite, allenatore di calcio e ex calciatore brasiliano
- 1962 - Jeff Balsmeyer, regista e direttore artistico statunitense
- 1962 - Alphonso Carreker, ex giocatore di football americano statunitense
- 1962 - Alessandro Colizzi, regista, sceneggiatore e scrittore italiano
- 1962 - Leslie Deniz, ex discobola statunitense
- 1962 - Anders Johansson, batterista svedese
- 1962 - Dmitri Logunov, aracnologo russo
- 1962 - Massimo Nunzi, compositore, trombettista e musicologo italiano
- 1962 - Ricardo Merlo, politico italiano
- 1962 - Miani, cantante italiano
- 1962 - José Vicente Moreno, ex calciatore ecuadoriano
- 1962 - Stefan Pistor, ex sciatore alpino tedesco
- 1962 - Purificación Santamarta, ex atleta paralimpica spagnola
- 1962 - Livio Zerbini, storico, archeologo e scrittore italiano
- 1962 - Milan Zver, politico e sociologo sloveno
- 1963 - Erik de Bruin, ex discobolo e pesista olandese
- 1963 - Iñaki Gastón, ex ciclista su strada spagnolo
- 1963 - George Hickenlooper, regista, sceneggiatore e produttore cinematografico statunitense († 2010)
- 1963 - Mike Myers, attore, comico e sceneggiatore canadese
- 1963 - Ludovic Orban, politico e ingegnere rumeno
- 1963 - José Enrique Peña, ex calciatore uruguaiano
- 1963 - Michael Redmond, giocatore di go statunitense
- 1963 - Steve Russell, politico e militare statunitense
- 1964 - Maurizio Argentieri, tecnico del suono italiano
- 1964 - Ivan Bella, cosmonauta slovacco
- 1964 - Philippe Jaenada, scrittore francese
- 1964 - Kārlis Muižnieks, ex cestista e allenatore di pallacanestro lettone
- 1964 - Shōji Murahama, animatore e produttore cinematografico giapponese
- 1964 - Edelmis Márquez, ex schermitrice cubana
- 1964 - Ernest Ngboko Ngombe, arcivescovo cattolico della Repubblica Democratica del Congo
- 1964 - Takao Ōishi, ex calciatore giapponese
- 1964 - Tahir Sinani, militare kosovaro († 2001)
- 1964 - Ray Stevenson, attore britannico († 2023)
- 1965 - Anthony Baffoe, ex calciatore ghanese
- 1965 - Manuel Frattini, danzatore, cantante e coreografo italiano († 2019)
- 1965 - He Yingqiang, ex sollevatore cinese
- 1965 - Yahya Jammeh, politico e militare gambiano
- 1965 - Zoran Jovanović, ex cestista e allenatore di pallacanestro jugoslavo
- 1965 - Zaim Kobilica, pallamanista bosniaco († 2015)
- 1965 - Edwin Poots, politico britannico
- 1965 - Mario César Ramírez, ex calciatore paraguaiano
- 1965 - Alain Villiard, ex sciatore alpino canadese
- 1966 - Ahmad Reza Abedzadeh, ex calciatore iraniano
- 1966 - Elisabetta Cesarini, ex cestista italiana
- 1966 - Florence Gossiaux, ex atleta paralimpica e tennistavolista francese
- 1966 - Ralph Hamers, banchiere e manager olandese
- 1966 - Monique Hirovanaa, ex rugbista a 15 neozelandese
- 1966 - Nir Klinger, allenatore di calcio e ex calciatore israeliano
- 1966 - Janne Lindberg, allenatore di calcio e ex calciatore finlandese
- 1966 - Claudio Longhi, direttore artistico e regista teatrale italiano
- 1966 - Jane Makale, ex cestista keniota
- 1966 - Teresa Marzia, fumettista italiana
- 1966 - Dave Nonis, dirigente sportivo e ex hockeista su ghiaccio canadese
- 1966 - John Olivas, ex astronauta e ingegnere statunitense
- 1966 - Tatjana Patitz, supermodella e attrice tedesca († 2023)
- 1966 - David Wilson, ex pattinatore artistico su ghiaccio e coreografo canadese
- 1967 - Maziar Bahari, giornalista, regista e attivista iraniano
- 1967 - Luigi Battezzato, grecista e filologo classico italiano
- 1967 - Ruthie Bolton, ex cestista e allenatrice di pallacanestro statunitense
- 1967 - Danilo Coppola, imprenditore italiano
- 1967 - Knut Holte, ex calciatore norvegese
- 1967 - Grasshopper, musicista statunitense
- 1967 - Gustavo Matosas, allenatore di calcio e ex calciatore uruguaiano
- 1967 - Luc Nilis, ex calciatore belga
- 1967 - Andrew Sznajder, ex tennista canadese
- 1967 - Guillermo Vázquez, allenatore di calcio e ex calciatore messicano
- 1968 - Antonio Berardi, stilista inglese
- 1968 - Vincenzo Beretta, fumettista italiano
- 1968 - José Manuel Carreño, ex ballerino e direttore artistico cubano
- 1968 - Stefano Cortinovis, ex ciclista su strada italiano
- 1968 - Kendall Gill, ex cestista e ex pugile statunitense
- 1968 - Fulvio Martusciello, politico italiano
- 1968 - Russ Rankin, cantante e produttore discografico statunitense
- 1968 - Takayuki Sunaga, ex giocatore di football americano e allenatore di football americano giapponese
- 1969 - Mariano Aguerre, giocatore di polo argentino
- 1969 - Chris Burney, chitarrista e cantante statunitense
- 1969 - Glen Drover, chitarrista canadese
- 1969 - Andreas Evjen, ex calciatore norvegese
- 1969 - Maurizio Franzone, ex calciatore italiano
- 1969 - Lucille Hamilton, ex cestista australiana
- 1969 - Anne Heche, attrice statunitense († 2022)
- 1969 - Patrick Jonker, ex ciclista su strada e dirigente sportivo olandese
- 1969 - Joxemi, chitarrista spagnolo
- 1969 - Dmitrij Jur'evič Kondrat'ev, cosmonauta russo
- 1969 - Tomoko Ninomiya, fumettista giapponese
- 1969 - Gianluca Paparesta, dirigente sportivo, politico e ex arbitro di calcio italiano
- 1970 - Elşəd Əhmədov, ex calciatore azero
- 1970 - Giuseppe Antonelli, linguista italiano
- 1970 - Lindsay e Sidney Greenbush, attrice statunitense
- 1970 - Satsuki Yukino, doppiatrice giapponese
- 1970 - Kaoru Kadohara, ex calciatrice giapponese
- 1970 - Jamie Kennedy, attore statunitense
- 1970 - Kim Taek-soo, tennistavolista sudcoreano
- 1970 - Neil Marshall, regista, sceneggiatore e montatore inglese
- 1970 - Trevor Morris, compositore canadese
- 1970 - Steve Ojomoh, ex rugbista a 15 britannico
- 1970 - Octavia Spencer, attrice statunitense
- 1971 - Andrea Adamo, dirigente sportivo e ingegnere italiano
- 1971 - Khalifa Al Mutaiwei, pilota di rally emiratino
- 1971 - Stefano Baldini, ex maratoneta e mezzofondista italiano
- 1971 - Marco Cappato, politico e attivista italiano
- 1971 - Justin Henry, attore statunitense
- 1971 - Kōtarō Isaka, scrittore giapponese
- 1971 - Kristina Orbakaitė, cantante e attrice russa
- 1971 - Paul Peschisolido, allenatore di calcio e ex calciatore canadese
- 1971 - John Schneider, dirigente sportivo statunitense
- 1971 - Georg Totschnig, ex ciclista su strada e dirigente sportivo austriaco
- 1971 - Harper Williams, ex cestista e dirigente sportivo statunitense
- 1972 - Andrus Aug, dirigente sportivo e ex ciclista su strada estone
- 1972 - Jeremy Bright, statunitense
- 1972 - Alessandro Forlani, scrittore italiano
- 1972 - Alessandro Gariazzo, chitarrista e cantante italiano
- 1972 - Damian Gjiknuri, politico albanese
- 1972 - Hwang Ok-sil, ex pattinatrice di short track nordcoreana
- 1972 - Hikari Ishida, attrice e cantante giapponese
- 1972 - Karan Johar, attore, regista e produttore cinematografico indiano
- 1972 - Jules Jordan, regista, manager e ex attore pornografico statunitense
- 1972 - Cung Le, attore, artista marziale e artista marziale misto vietnamita
- 1972 - Catello Maresca, magistrato italiano
- 1972 - Tony Ronaldson, ex cestista australiano
- 1972 - Piotr Stokowiec, allenatore di calcio e ex calciatore polacco
- 1972 - Jana Strnadová, ex tennista cecoslovacca
- 1973 - Anna Baar, scrittrice austriaca
- 1973 - Francesco Bianconi, cantautore, polistrumentista e scrittore italiano
- 1973 - Grazia Buttaccio Tardio, allenatrice di calcio e ex calciatrice italiana
- 1973 - Germano D'Abramo, matematico e fisico italiano
- 1973 - Francesco Deias, carabiniere italiano († 2008)
- 1973 - Daz Dillinger, produttore discografico e rapper statunitense
- 1973 - Demetri Martin, attore, comico e musicista statunitense
- 1973 - Duncan Free, canottiere australiano
- 1973 - Maura Genovesi, tiratrice a segno italiana
- 1973 - Saadi Gheddafi, imprenditore e ex calciatore libico
- 1973 - Maurizio Lorenzi, scrittore e poliziotto italiano
- 1973 - Marco Meoni, ex pallavolista italiano
- 1973 - Giōrgos Nasiopoulos, ex calciatore greco
- 1973 - Yonatan Razel, cantante, compositore e direttore d'orchestra israeliano
- 1973 - Melodie Robinson, giornalista e ex rugbista a 15 neozelandese
- 1973 - Molly Sims, modella e attrice statunitense
- 1973 - Tomasz Zdebel, allenatore di calcio e ex calciatore polacco
- 1974 - Vanessa Blue, ex attrice pornografica e regista statunitense
- 1974 - Sirio Corona, vigile del fuoco italiano († 2001)
- 1974 - Felicia Fox, ex attrice pornografica statunitense
- 1974 - Dougie Freedman, allenatore di calcio e ex calciatore scozzese
- 1974 - John Freddy García, ex ciclista su strada e pistard colombiano
- 1974 - Kevin Hartman, ex calciatore statunitense
- 1974 - Frank Klepacki, musicista e compositore statunitense
- 1974 - Mikko Lukka, copilota di rally finlandese
- 1974 - Sōtīrīs Nikolaidīs, allenatore di pallacanestro e ex cestista greco
- 1974 - Oka Nikolov, allenatore di calcio e ex calciatore macedone
- 1974 - Okama, fumettista giapponese
- 1974 - Petter, rapper svedese
- 1974 - Christian Riganò, allenatore  di calcio e ex calciatore italiano
- 1974 - Miguel Tejada, ex giocatore di baseball dominicano
- 1974 - Madeleine Thien, scrittrice canadese
- 1974 - Kyosuke Usuta, fumettista giapponese
- 1975 - Ricky Banderas, wrestler portoricano
- 1975 - Jon Fogarty, pilota automobilistico statunitense
- 1975 - Keiko Fujimori, politica peruviana
- 1975 - Mark Jones, ex cestista statunitense
- 1975 - Aïssa Maïga, attrice francese
- 1975 - Oscar Mason, ex ciclista su strada italiano
- 1975 - Mohamed Mkacher, allenatore di calcio e ex calciatore tunisino
- 1975 - Raúl Muñoz, ex calciatore cileno
- 1975 - Blaise Nkufo, allenatore di calcio e ex calciatore congolese (Repubblica Democratica del Congo)
- 1976 - Paul Dempsey, cantante australiano
- 1976 - Tarik Glenn, ex giocatore di football americano statunitense
- 1976 - Erinn Hayes, attrice statunitense
- 1976 - Stefan Holm, ex altista svedese
- 1976 - Gennadij Ionov, ex giocatore di calcio a 5 russo
- 1976 - Cillian Murphy, attore e produttore cinematografico irlandese
- 1976 - Nadine Heredia, politica peruviana
- 1976 - Sandra Nasić, cantante tedesca
- 1976 - John Wayne Parr, kickboxer, pugile e thaiboxer australiano
- 1976 - Vincent Piazza, attore statunitense
- 1976 - Erki Pütsep, ex ciclista su strada estone
- 1976 - Francesco Sechi, attore e doppiatore italiano
- 1976 - Ethan Suplee, attore statunitense
- 1976 - Eni Vasili, giornalista, conduttrice televisiva e scrittrice albanese
- 1976 - Miguel Zepeda, ex calciatore messicano
- 1977 - Cristina Cassar Scalia, scrittrice italiana
- 1977 - Luigi Cecchi, sceneggiatore e fumettista italiano
- 1977 - Virginie De Carne, ex pallavolista belga
- 1977 - Alberto Del Rio, wrestler e ex artista marziale misto messicano
- 1977 - Cosimo Gallotta, pallavolista italiano
- 1977 - Kim Kyung-ah, tennistavolista sudcoreana
- 1977 - Ben MacDougall, rugbista a 13 e rugbista a 15 australiano
- 1977 - Jimmy Marlu, ex rugbista a 15 francese
- 1977 - Marco Siclari, politico italiano
- 1977 - Yang Hyun-jung, ex calciatore sudcoreano
- 1977 - Zhang Yuning, ex calciatore cinese
- 1978 - Cory Arcangel, artista statunitense
- 1978 - Sebastián Carrera, ex calciatore argentino
- 1978 - Diego Epifanio, allenatore di pallacanestro spagnolo
- 1978 - Adrián García, ex tennista cileno
- 1978 - Adam Gontier, cantautore e chitarrista canadese
- 1978 - Derlis Aníbal González, ex calciatore paraguaiano
- 1978 - Lee Jeong-jin, attore sudcoreano
- 1978 - Kinga Maculewicz, pallavolista polacca
- 1978 - Christian Petersen, ex calciatore norvegese
- 1978 - Evgenij Vladimirovič Petrov, ex ciclista su strada e dirigente sportivo russo
- 1978 - Tanja Pieren, ex sciatrice alpina svizzera
- 1978 - Ciro Davide Rizzo, giocatore di biliardo italiano
- 1978 - Brian Urlacher, ex giocatore di football americano statunitense
- 1978 - Olena Žeržerunova, ex cestista ucraina
- 1979 - Corbin Allred, attore statunitense
- 1979 - Carlos Bocanegra, dirigente sportivo e ex calciatore statunitense
- 1979 - Stefano Cruciani, pilota motociclistico italiano
- 1979 - Elli Erl, cantante e personaggio televisivo tedesca
- 1979 - Giorgio Furlani, dirigente d'azienda e dirigente sportivo italiano
- 1979 - Mikko Härkin, tastierista finlandese
- 1979 - Fausto Ippoliti, pilota automobilistico italiano
- 1979 - Martin Jiránek, ex calciatore ceco
- 1979 - Péguy Luyindula, dirigente sportivo e ex calciatore francese
- 1979 - Dario Messana, pallavolista italiano
- 1979 - Sayed Moawad, allenatore di calcio e ex calciatore egiziano
- 1979 - Marija Jefrosinina, conduttrice televisiva ucraina
- 1979 - Caroline Ouellette, hockeista su ghiaccio canadese
- 1979 - Sam Sodje, ex calciatore inglese
- 1979 - Hideaki Sorachi, fumettista giapponese
- 1979 - Jonny Wilkinson, rugbista a 15 britannico
- 1980 - Eugen Baciu, ex calciatore rumeno
- 1980 - Michel Breuer, ex calciatore olandese
- 1980 - Juan Marcos Casini, ex cestista e allenatore di pallacanestro argentino
- 1980 - Claudio Cipriani, pilota motociclistico italiano
- 1980 - Patrick Diaiké, calciatore francese
- 1980 - Jóhannes Karl Guðjónsson, allenatore di calcio e ex calciatore islandese
- 1980 - Yoandry Hernández, ex sollevatore cubano
- 1980 - Alex Hofmann, pilota motociclistico tedesco
- 1980 - Katarina Lazić, ex cestista jugoslava
- 1980 - Liang Zhongran, calciatore macaense
- 1980 - David Navarro, ex calciatore spagnolo
- 1980 - Aleš Urbánek, calciatore ceco
- 1981 - Nawaf Al-Khaldi, ex calciatore kuwaitiano
- 1981 - Marco Dona, conduttore radiofonico, attore e comico italiano
- 1981 - Thibault Giresse, ex calciatore francese
- 1981 - Uğur İnceman, allenatore di calcio e ex calciatore turco
- 1981 - Rameez Junaid, ex tennista australiano
- 1981 - Luke Kendall, allenatore di pallacanestro e ex cestista australiano
- 1981 - Alicja Kryczało, schermitrice polacca
- 1981 - Tuukka Mäntylä, hockeista su ghiaccio finlandese
- 1981 - Michalīs Pelekanos, cestista greco
- 1981 - Dennis Sørensen, calciatore danese
- 1981 - Logan Tom, ex pallavolista statunitense
- 1982 - Jesper Bech, ex calciatore danese
- 1982 - Joe Berger, giocatore di football americano statunitense
- 1982 - Esmé Bianco, modella, attrice e showgirl britannica
- 1982 - Miroslav Blaťák, hockeista su ghiaccio ceco
- 1982 - Daniel Braaten, calciatore norvegese
- 1982 - Joseph Luke Cecchini, skeletonista canadese
- 1982 - Victor Crivoi, ex tennista rumeno
- 1982 - Ayoze Díaz Díaz, ex calciatore spagnolo
- 1982 - Roger Guerreiro, ex calciatore brasiliano
- 1982 - Sancak Kaplan, ex calciatore turco
- 1982 - Ezekiel Kemboi, siepista keniota
- 1982 - Christian Kinkela, calciatore congolese (Repubblica Democratica del Congo)
- 1982 - Jason Kubel, ex giocatore di baseball statunitense
- 1982 - Irina Melešina, lunghista russa
- 1982 - Giandomenico Mesto, ex calciatore italiano
- 1982 - Natallja Michnevič, pesista bielorussa
- 1982 - Ellen Petri, modella belga
- 1982 - Rasheeda, cantante statunitense
- 1982 - Ramón Sánchez Paredes, ex calciatore salvadoregno
- 1982 - Vitali Tajbert, ex pugile tedesco
- 1982 - Danny Lee Wynter, attore e scrittore britannico
- 1983 - Daniel Albrecht, ex sciatore alpino svizzero
- 1983 - Marcos António, ex calciatore brasiliano
- 1983 - Mario Božić, calciatore bosniaco († 2023)
- 1983 - Mariano Castets, ex cestista argentino
- 1983 - Olivier Karekezi, ex calciatore ruandese
- 1983 - Marcelo Tieppo Huertas, cestista brasiliano
- 1983 - Aaron McLean, ex calciatore inglese
- 1983 - Nam Jie-youn, ex pallavolista e allenatrice di pallavolo sudcoreana
- 1983 - Aleksandr Petrov, ex hockeista su ghiaccio estone
- 1983 - Guido Rosselli, cestista italiano
- 1983 - Chelse Swain, attrice statunitense
- 1983 - Kamel Zaïem, ex calciatore tunisino
- 1984 - Markus Brzenska, allenatore di calcio e ex calciatore tedesco
- 1984 - Iván Cuéllar, calciatore spagnolo
- 1984 - Shawne Merriman, ex giocatore di football americano statunitense
- 1984 - Cihan Ercan, attore turco
- 1984 - Sōkratīs Fytanidīs, ex calciatore greco
- 1984 - Wendel Raúl Gonçalves Gomes, ex calciatore brasiliano
- 1984 - Darrell Harris, cestista statunitense
- 1984 - Tere Jiménez, politica messicana
- 1984 - Austin Makacha, ex calciatore keniota
- 1984 - Emma Marrone, cantautrice e attrice italiana
- 1984 - Kostas Martakis, cantante greco
- 1984 - Vumi Ley Matampi, calciatore della Repubblica Democratica del Congo
- 1984 - Maria Pallini, politica italiana
- 1984 - Gabriel Petrović, ex calciatore svedese
- 1984 - Sebastian Piovesan, bassista e compositore italiano
- 1984 - Vladimir Prochorov, slittinista russo
- 1984 - Marion Raven, cantautrice e musicista norvegese
- 1984 - Mirnel Sadović, ex calciatore bosniaco
- 1984 - Liz Shimek, ex cestista statunitense
- 1984 - Sergeý Skorıx, calciatore kazako
- 1984 - Arturo Tizón, pilota motociclistico spagnolo († 2021)
- 1984 - Unnur Birna Vilhjálmsdóttir, modella islandese
- 1984 - Carla Cox, attrice pornografica ceca
- 1985 - Luciana Abreu, cantante e attrice portoghese
- 1985 - Demba Ba, ex calciatore senegalese
- 1985 - Gleb Gal'perin, tuffatore russo
- 1985 - Francesca Gangemi, nuotatrice artistica italiana
- 1985 - Blake Hood, attore statunitense
- 1985 - Gert Kams, calciatore estone
- 1985 - Marija Korytceva, ex tennista ucraina
- 1985 - Pedro Morales Flores, ex calciatore cileno
- 1985 - Kevin O'Connell, allenatore di football americano e ex giocatore di football americano statunitense
- 1985 - Roman Reigns, wrestler e ex giocatore di football americano statunitense
- 1985 - Branislaŭ Samojlaŭ, ex ciclista su strada bielorusso
- 1985 - Musaba Selemani, ex calciatore burundese
- 1985 - Alexis Texas, ex attrice pornografica e ballerina statunitense
- 1985 - Eric Young, giocatore di baseball statunitense
- 1985 - Marcos Rogério de Lima, artista marziale misto brasiliano
- 1985 - Rodolfo Soares, calciatore brasiliano
- 1985 - Ernestas Šetkus, ex calciatore lituano
- 1986 - Meirav Dori, ex cestista israeliana
- 1986 - Yoan Gouffran, ex calciatore francese
- 1986 - Neon Hitch, cantante britannica
- 1986 - Petteri Kantola, ex sciatore alpino finlandese
- 1986 - Liyabé Kpatoumbi, calciatore togolese
- 1986 - Mario Manningham, ex giocatore di football americano statunitense
- 1986 - Rok Marguč, snowboarder sloveno
- 1986 - Joëlle Mbumi Nkouindjin, lunghista e triplista camerunese
- 1986 - James Clark Morrison, allenatore di calcio e ex calciatore scozzese
- 1986 - Oier Sanjurjo, ex calciatore spagnolo
- 1986 - Andreas Otterling, lunghista svedese
- 1986 - Octavio Pisano, attore e modello messicano
- 1986 - Svetlana Podobedova, sollevatrice kazaka
- 1986 - Håvard Storbæk, calciatore norvegese
- 1986 - Geraint Thomas, ciclista su strada e pistard britannico
- 1986 - Juri Ueno, attrice giapponese
- 1986 - Luiza Złotkowska, pattinatrice di velocità su ghiaccio polacca
- 1987 - Mahmoud Genesh, calciatore egiziano
- 1987 - Aubrey Addams, attrice pornografica statunitense
- 1987 - Mad Clip, rapper statunitense († 2021)
- 1987 - Ivo Aniceto, pallavolista portoghese
- 1987 - Pavel At'man, pallamanista russo
- 1987 - Bai Yuefeng, ex calciatore cinese
- 1987 - Hélder Barbosa, ex calciatore portoghese
- 1987 - Davor Bratić, calciatore croato
- 1987 - Timothy Derijck, allenatore di calcio e ex calciatore belga
- 1987 - Zōī Dīmītrakou, ex cestista greca
- 1987 - Uroš Korun, calciatore sloveno
- 1987 - Chancel Massa, calciatore congolese (Repubblica del Congo)
- 1987 - Jackson Mendy, calciatore francese
- 1987 - Daniel Mladenov, calciatore bulgaro
- 1987 - Nicolai Müller, ex calciatore tedesco
- 1987 - Tye Olson, attore e modello statunitense
- 1987 - Sebastián Rosano, ex calciatore uruguaiano
- 1987 - Ian Stannard, ex ciclista su strada e pistard britannico
- 1987 - Kamil Stoch, saltatore con gli sci polacco
- 1987 - Daisuke Ueda, modello giapponese
- 1987 - Mathias Vidangossy, calciatore cileno
- 1987 - Greg Washington, ex cestista statunitense
- 1987 - Yves De Winter, calciatore belga
- 1987 - Tomislav Čuljak, calciatore croato
- 1988 - Marko Bašić, ex calciatore croato
- 1988 - Cameron van der Burgh, ex nuotatore sudafricano
- 1988 - Britta Büthe, giocatrice di beach volley tedesca
- 1988 - Bruce Campbell, giocatore di football americano statunitense
- 1988 - José Fagner Silva da Luz, ex calciatore brasiliano
- 1988 - Adrian Forbes, cestista giamaicano
- 1988 - Giannīs Fountoulīs, pallanuotista greco
- 1988 - Adrián González, allenatore di calcio e ex calciatore spagnolo
- 1988 - Mato Jajalo, ex calciatore bosniaco
- 1988 - Arturo Ledesma, calciatore messicano
- 1988 - Anémone Marmottan, ex sciatrice alpina francese
- 1988 - Andrea Russotto, calciatore italiano
- 1988 - Dávid Škutka, ex calciatore slovacco
- 1988 - Lauren Thomas-Johnson, cestista britannica
- 1988 - Frank Turner, ex cestista statunitense
- 1989 - Guillaume Boivin, ciclista su strada canadese
- 1989 - Vaqif Cavadov, allenatore di calcio e ex calciatore azero
- 1989 - William Celestino da Silva, calciatore brasiliano
- 1989 - Maria Colombo, matematica italiana
- 1989 - Diego Estrada, calciatore costaricano
- 1989 - Matea Ikić, pallavolista croata
- 1989 - Kirstie James, ex pistard neozelandese
- 1989 - Jung Jin-hwa, pentatleta sudcoreano
- 1989 - Steven Krueger, attore statunitense
- 1989 - Cassidy Lichtman, pallavolista e allenatrice di pallavolo statunitense
- 1989 - David Meyler, ex calciatore irlandese
- 1989 - Aliona Moon, cantante moldava
- 1989 - Bryan Mélisse, ex calciatore francese
- 1989 - Lauana Prado, cantante brasiliana
- 1989 - Esteve Rabat, pilota motociclistico spagnolo
- 1989 - Jamar Samuels, ex cestista statunitense
- 1989 - Luna Star, attrice pornografica cubana
- 1989 - Karel Tammjärv, fondista estone
- 1990 - Bo Dallas, wrestler statunitense
- 1990 - Molly Dunsworth, attrice canadese
- 1990 - Stergios Dīmopoulos, calciatore greco
- 1990 - Jānis Jansons, bobbista lettone
- 1990 - Barrett Jones, giocatore di football americano statunitense
- 1990 - Wiley Maple, sciatore alpino statunitense
- 1990 - Aleksandar Marciuš, cestista croato
- 1990 - Alejandra Meco, attrice e ballerina spagnola
- 1990 - Erin Mielzynski, ex sciatrice alpina canadese
- 1990 - Nemanja Milić, ex calciatore serbo
- 1990 - Fabrizio Pratticò, calciatore italiano
- 1990 - Laura Puriņa, ex cestista lettone
- 1990 - Tim Siekman, ex calciatore olandese
- 1990 - Abdul Tetteh, ex calciatore ghanese
- 1990 - Oumare Tounkara, ex calciatore francese
- 1990 - Pavel Vyhnal, ex calciatore ceco
- 1991 - Marius Brevig, giocatore di calcio a 5 e ex calciatore norvegese
- 1991 - Everton Camargo, calciatore brasiliano
- 1991 - Martina Rita Caramignoli, nuotatrice italiana
- 1991 - Guido Carrillo, calciatore argentino
- 1991 - Geoffrey Castillion, calciatore olandese
- 1991 - Lars Cramer, ex calciatore norvegese
- 1991 - Aarón Cruz, calciatore costaricano
- 1991 - Aleksej Fëdorov, triplista russo
- 1991 - Andrew Herr, attore canadese
- 1991 - Joílson de Jesus Cardoso, calciatore brasiliano
- 1991 - Mohamed Yousef, calciatore emiratino
- 1991 - Snorre Krogsgård, ex calciatore norvegese
- 1991 - J.J. Moore, cestista statunitense
- 1991 - Erik Morán, calciatore spagnolo
- 1991 - Bigambo Rochat, calciatore svizzero
- 1991 - Andreas Schilling, triatleta danese
- 1991 - Kenneth Schuermans, calciatore belga
- 1991 - Claire Sinclair, modella statunitense
- 1991 - Toshiyuki Takagi, calciatore giapponese
- 1991 - Derrick Williams, cestista statunitense
- 1992 - Yasir Al-Shahrani, calciatore saudita
- 1992 - Dairon Asprilla, calciatore colombiano
- 1992 - Laura Beyne, modella belga
- 1992 - Jón Daði Böðvarsson, calciatore islandese
- 1992 - Francesca Bonciani, pallavolista italiana
- 1992 - Elena Cecchini, ciclista su strada e pistard italiana
- 1992 - Kendall Coyne, hockeista su ghiaccio statunitense
- 1992 - Antonio Dikele Distefano, scrittore italiano
- 1992 - Aslak Falch, calciatore norvegese
- 1992 - Yasin Kolo, cestista tedesco
- 1992 - Lee Seung-a, ex cestista sudcoreana
- 1992 - Lina Machola, modella israeliana
- 1992 - Julio Ramírez, calciatore argentino
- 1992 - Andrea Maria Scalzone, pallanuotista italiano
- 1993 - Ruslan Abazov, ex calciatore russo
- 1993 - Andrew Andrews, cestista statunitense
- 1993 - Yanick Brecher, calciatore svizzero
- 1993 - Hyoran, calciatore brasiliano
- 1993 - Ebert Cardoso da Silva, calciatore brasiliano
- 1993 - Valerio Grasselli, pentatleta italiano
- 1993 - Toqtar Janğılışbaý, calciatore kazako
- 1993 - Virginia Kirchberger, calciatrice austriaca
- 1993 - Pierre Lees-Melou, calciatore francese
- 1993 - Timo Letschert, calciatore olandese
- 1993 - Bobby Lockwood, attore britannico
- 1993 - Zsolt Nagy, calciatore ungherese
- 1993 - Omolara Omotosho, velocista nigeriana
- 1993 - Norman Powell, cestista statunitense
- 1993 - Juan Edgardo Ramírez, calciatore argentino
- 1993 - Andrés Roa, calciatore colombiano
- 1993 - Judson Silva Tavares, calciatore brasiliano
- 1993 - Simon Strand, calciatore svedese
- 1993 - Patricia Taea, velocista cookese
- 1994 - Batuhan Artarslan, calciatore turco
- 1994 - Hannah Blundell, calciatrice inglese
- 1994 - Nathan Dawe, disc jockey britannico
- 1994 - Alvin Fortes, calciatore olandese
- 1994 - Richie Mo'unga, rugbista a 15 neozelandese
- 1994 - Margherita Muzi, pallavolista italiana
- 1994 - Joseph Norman, pallavolista statunitense
- 1994 - Chanice Porter, lunghista giamaicana
- 1994 - Alexandra Raisman, ex ginnasta statunitense
- 1994 - Caroline Rask, calciatrice danese
- 1994 - Kylee Saunders, cantautrice e attrice statunitense
- 1994 - Jerai Torres, velocista gibilterriano
- 1994 - Samed Yeşil, calciatore tedesco
- 1994 - Mauro Zubiaurre, cestista uruguaiano
- 1995 - Jamie Allen, calciatore montserratiano
- 1995 - Francesca Calò, calciatrice svizzera
- 1995 - Diego Carrasco, calciatore cileno
- 1995 - Agustín Doffo, calciatore argentino
- 1995 - Kingsley Ehizibue, calciatore olandese
- 1995 - Bryan García, calciatore nicaraguense
- 1995 - José Luis Gayà, calciatore spagnolo
- 1995 - Jesse González, calciatore statunitense
- 1995 - Aleksej Gricaenko, calciatore russo
- 1995 - Madeline Groves, nuotatrice australiana
- 1995 - Antonio Ivančić, calciatore croato
- 1995 - Michael King, giocatore di baseball statunitense
- 1995 - Naomi Mégroz, calciatrice svizzera
- 1995 - Brandon Perea, attore statunitense
- 1995 - Daniel Philimon, velocista vanuatuano
- 1995 - Dmitrij Volkov, pallavolista russo
- 1995 - Aníbal Álvarez, calciatore cubano
- 1996 - Francisco Alonso, cestista spagnolo
- 1996 - Kenisha Bell, cestista statunitense
- 1996 - Bianca Caruso, velista italiana
- 1996 - Dorian Godon, ciclista su strada francese
- 1996 - Jakub Hromada, calciatore slovacco
- 1996 - Simon Jocher, sciatore alpino tedesco
- 1996 - Daniel Muñoz, calciatore colombiano
- 1996 - David Pastrňák, hockeista su ghiaccio ceco
- 1996 - Jakub Serafin, calciatore polacco
- 1996 - Sherko Karim, calciatore iracheno
- 1996 - Okben Ulubay, cestista turco
- 1996 - Anna Weidel, biatleta tedesca
- 1997 - Federico Andueza, calciatore uruguaiano
- 1997 - Timo Becker, calciatore tedesco
- 1997 - David Dinsmore, tuffatore statunitense
- 1997 - Chuma Edoga, giocatore di football americano statunitense
- 1997 - Fábio Roberto Gomes Netto, calciatore brasiliano
- 1997 - Sabrina Fortune, atleta paralimpica britannica
- 1997 - Tobias Foss, ciclista su strada norvegese
- 1997 - Jonathan Greenard, giocatore di football americano statunitense
- 1997 - Dre Greenlaw, giocatore di football americano statunitense
- 1997 - Sandra Hernández, calciatrice spagnola
- 1997 - Alex Mitchell, rugbista a 15 inglese
- 1997 - Giada Russo, danzatrice su ghiaccio italiana
- 1997 - Zvonimir Šubarić, calciatore croato
- 1997 - Vladyslav Šaraj, calciatore ucraino
- 1998 - Jorge Carrascal, calciatore colombiano
- 1998 - Gō Hatano, calciatore giapponese
- 1998 - Andrew Lambrou, cantante australiano
- 1998 - Zarija Lambulić, calciatore serbo
- 1998 - Martín Mapisa, calciatore zimbabwese
- 1998 - Javi Puado, calciatore spagnolo
- 1998 - Fernando Jacinto Quissanga, calciatore angolano
- 1998 - Rinjala Raherinaivo, calciatore malgascio
- 1998 - Jens Reynders, ciclista su strada belga
- 1998 - Lazar Romanić, calciatore serbo
- 1998 - Barlon Sequeira, calciatore costaricano
- 1998 - Bence Tóth, calciatore ungherese
- 1998 - Markus Wildauer, ex ciclista su strada austriaco
- 1998 - Kristers Zoriks, cestista lettone
- 1999 - Giovanni Aleotti, ciclista su strada italiano
- 1999 - Brec Bassinger, attrice statunitense
- 1999 - Jesper Brändholm, ex sciatore alpino svedese
- 1999 - Yung Bans, rapper e compositore statunitense
- 1999 - Samantha Drechsel, pallavolista statunitense
- 1999 - Hovhannes Harutyunyan, calciatore armeno
- 1999 - Ibrahima Konaté, calciatore francese
- 1999 - Kristian Kullamäe, cestista estone
- 1999 - Charlotte Lingg, sciatrice alpina svizzera
- 1999 - Tshepiso Masalela, mezzofondista botswano
- 1999 - Terem Moffi, calciatore nigeriano
- 1999 - Lauren Williams, taekwondoka britannica
- 1999 - Malik Willis, giocatore di football americano statunitense
- 2000 - Colin Castleton, cestista statunitense
- 2000 - Krzysztof Kubica, calciatore polacco
- 2000 - Maëlle Lakrar, calciatrice francese
- 2000 - Paul Lapeira, ciclista su strada francese
- 2000 - Li Zheng, tuffatore cinese
- 2000 - Claire Liu, tennista statunitense
- 2000 - Luca Mack, calciatore tedesco
- 2000 - Alfie McCalmont, calciatore inglese
- 2000 - Mason McCormick, giocatore di football americano statunitense
- 2000 - Ella Renzoni, ex sciatrice alpina canadese
- 2000 - Arthur Theate, calciatore belga
- 2000 - Vanja Zvekanov, calciatore serbo
- 2000 - Berke Özer, calciatore turco

## XXI secolo(31)
- 2001 - Mustafa Saadoon, calciatore iracheno
- 2001 - Alex Baudin, ciclista su strada francese
- 2001 - Adrián Bernabé, calciatore spagnolo
- 2001 - Pablo Durán, calciatore spagnolo
- 2001 - Marcel Lotka, calciatore polacco
- 2001 - Axel van der Tuuk, ciclista su strada olandese
- 2001 - Nilton Varela, calciatore portoghese
- 2002 - Noah Atubolu, calciatore tedesco
- 2002 - Mohamed Berte, calciatore belga
- 2002 - Saiko, cantante e rapper spagnolo
- 2002 - Lea Polonsky, nuotatrice israeliana
- 2002 - Adriana Rodríguez, pallavolista portoricana
- 2002 - Manfred Ugalde, calciatore costaricano
- 2002 - Cam Ward, giocatore di football americano statunitense
- 2002 - Campbell Wright, biatleta neozelandese
- 2002 - Yang Hyun-jun, calciatore sudcoreano
- 2003 - Oleksandra Chomenec', lottatrice ucraina
- 2003 - Unai Gómez, calciatore spagnolo
- 2003 - Oleh Očeret'ko, calciatore ucraino
- 2003 - Britt Richardson, sciatrice alpina canadese
- 2004 - Pedro Acosta, pilota motociclistico spagnolo
- 2004 - Yellu Santiago, calciatore spagnolo
- 2005 - Erico Cuello, calciatore uruguaiano
- 2005 - Il'ja Iškov, calciatore russo
- 2005 - Tiemoko Ouattara, calciatore svizzero
- 2005 - Bella Sims, nuotatrice statunitense
- 2006 - Matthew Evans, calciatore guatemalteco
- 2006 - Lorenzo Galossi, nuotatore italiano
- 2006 - Tomás Silva, calciatore portoghese
- 2006 - Maja Waroschitz, sciatrice alpina austriaca
- 2007 - Michal Rada, ostacolista ceco